# O Pintor e a Florista
O Pintor e a Florista é uma telenovela brasileira produzida pela extinta TV Excelsior e exibida de 30 de novembro de 1964 a 15 de janeiro de 1965 no horário das 19 horas, totalizando 42 capítulos. Foi escrita por Cláudio Petraglia baseada em um original do roteirista argentino Alberto Migré.

## Trama
A telenovela retrata o amor entre um artista sensível e uma simples florista.

## Elenco
| Ator/Atriz       | Personagem |
| ---------------- | ---------- |
| Armando Bógus    | Marcos     |
| Lolita Rodrigues | Clélia     |
| Vera Nunes       | Estela     |
| Cacilda Lanuza   | Sara       |
| Geraldo Louzano  | Nelson     |
| Machadinho       | Estevão    |
| Castro Gonzaga   | Emanoel    |
| Marília Melillo  | Viviane    |
| Jurandir Linari  | Joãozinho  |
| Homem de Mello   | Barros     |
| Dorothy Ritter   |            |
| Ivan Guimarães   |            |

1. ↑  «O Pintor e a Florista». Teledramaturgia. Consultado em 23 de junho de 2021